# Тіа Денніс (молодший)
Тіа Денніс (англ. Teah Dennis, нар. 7 травня 1992, Монровія) — ліберійський футболіст, захисник клубу «Пенджаб». Виступав, зокрема, за клуб «Баррак Янг Контроллерс», а також національну збірну Ліберії.

## Клубна кар'єра
Народився 7 травня 1992 року в місті Монровія. Вихованець столичного клубу «ЛПРК Ойлерс». Згодом перебрався до одного з найсильніших клубів країни, «Баррак Янг Контроллерс». У першій команді провів три сезони, взявши участь у 83 матчах чемпіонату. У футболці «Баррак Янг Контроллерс» став ключовим гравцем захисту команди.
У 2014 році перебрався до «Аль-Аглі» (Амман), підписавши з клубом 2-річний орендний контракт. 1 липня 2016 року відправився в оренду до малазійського «Саравака» У 2017 році підписав повноцінний контракт з «Аль-Аглі» (Амман), проте того ж року перебрався до іншого йорданського клубу, «Аль-Гуссейн» (Ірбід).
До складу клубу «Пенджаб» приєднався на початку 2019 року.

## Виступи за збірну
З 2006 ао 2009 рік виступав за юнацьку та олімпійські збірні Ліберії. У футболці національної збірної Ліберії дебютував 2009 року.

### Голи за збірну
Рахунок та результат збірної Ліберії в таблиці подано на першому місці.
| №  | Дата           | Місце                                                           | Суперник         | Рахунок | Результат | Змагання                                   |
| -- | -------------- | --------------------------------------------------------------- | ---------------- | ------- | --------- | ------------------------------------------ |
| 1. | 16 жовтня 2018 | Спортивний комплекс ім. Семюела Кеньйона Дое, Монровія, Ліберія | Республіка Конго | 1–0     | 2–1       | кваліфікація кубку африканських націй 2019 |

## Досягнення

### Клубні
«Баррак Янг Контроллерс»
- Прем'єр-ліга Ліберії
  -  Чемпіон (2): 2013, 2014

- Кубок Ліберії
  -  Володар (1): 2013

«Аль-Аглі»
- Кубок Йорданії
  -  Володар (1): 2015/16

### Збірна
- Кубок націй ВАФУ
  -  Бронзовий призер (1): 2011